# Itumbiara (geslacht)
Itumbiara is een kevergeslacht uit de familie van de boktorren (Cerambycidae). De wetenschappelijke naam van het geslacht werd voor het eerst geldig gepubliceerd in 1992 door Martins & Galileo.

## Soorten
Itumbiara omvat de volgende soorten:
- Itumbiara crinicornis (Germar, 1824)
- Itumbiara cuici Galileo & Martins, 1997
- Itumbiara denudata Galileo & Martins, 2005
- Itumbiara explanata (Bates, 1885)
- Itumbiara fimbriata (Bates, 1881)
- Itumbiara picticollis (Bates, 1881)
- Itumbiara picticornis (Bates, 1872)
- Itumbiara plumosa (Bates, 1881)
- Itumbiara subdilatata (Bates, 1872)
- Itumbiara taigaiba Martins & Galileo, 1992